# LEGO Star Wars: The Resistance Rises
LEGO Star Wars: The Resistance Rises, nota anche come LEGO Star Wars: Il risveglio della Resistenza, è una miniserie televisiva d'animazione al computer basata sulla linea tematica di giocattoli LEGO Star Wars. La miniserie è composta da cinque episodi che ha debuttato su Disney XD il 15 febbraio 2016. Un prequel comico del film Star Wars - Il risveglio della Forza del 2015, si concentra sulle gesta dei personaggi di Guerre stellari di quel film, oltre che sui personaggi legacy. La serie è disponibile sul catalogo americano di Disney+, anche in italiano, dal 12 novembre 2019.

## Episodi
| nº | Titolo originale          | Titolo italiano        | Titolo alternativo di Disney+ | Pubblicazione USA | Durata      |
| --- | ------------------------- | ---------------------- | ----------------------------- | ----------------- | ----------- |
| 1 | Poe to the Rescue         | Arriva Poe             | Poe salva tutti               | 15 febbraio 2016  | 6:47 minuti |
| Dopo aver recuperato C-3PO che era stato abbandonato, Poe Dameron e BB-8 lo portano a salvare un prigioniero, l'Ammiraglio Ackbar, dal Capitano Phasma e Kylo Ren.                        |                           |                        |                               |                   |             |
| 2 | The Trouble with Rathtars | Problemi con i Rathtar | Problemi con i Rathtar        | 13 aprile 2016    | 3:39 minuti |
| Mentre provano a gestire i Rathtar che erano usciti dalle gabbie sulla loro nave, il Millennium Falcon, Ian Solo e Chewbecca si ritrovano sulla strada di un caccia TIE del Primo Ordine. |                           |                        |                               |                   |             |
| 3 | Hunting for Han           | Dov'è Ian Solo?        | Alla ricerca di Ian           | 20 aprile 2020    | 4:41 minuti |
| Nel castello di Maz Kanata vari personaggi ombrosi stanno dando la caccia allo sfuggente Ian Solo. Special Guest Star: Lando Calrissian                                                   |                           |                        |                               |                   |             |
| 4 | Rey Strikes Back          | La vendetta di Rey     | Rey colpisce ancora           | 27 aprile 2020    | 4:41 minuti |
| Unkar Plutt manda i suoi uomini a rubare lo speeder di Rey. |                           |                        |                               |                   |             |
| 5 | Attack of the Conscience  | Attacco di coscienza   | Attacco di coscienza          | 4 maggio 2020     | 4:41 minuti |
| Dopo che il Capitano Phasma lo ha messo in servizio, l'assaltatore FN-2187 inizia a dubitare dei motivi del Primo Ordine.                                                                 |                           |                        |                               |                   |             |

## Personaggi e doppiatori
Il primo episodio, Poe to the Rescue, presenta i personaggi Poe Dameron, C-3PO, Kylo Ren, il Capitano Phasma, l'Ammiraglio Ackbar e BB-8. Gli episodi successivi includono Ian Solo, Chewbecca, Maz Kanata, Lando Calrissian, Rey, Unkar Plutt e Finn.
- Capitano Phasma doppiato in originale da Ellen Dubin.[8]
- Finn doppiato in originale da Arif S. Kinchen.[9]
- Poe Dameron doppiato in originale da Lex Lang.
- Ian Solo doppiato in originale da Michael Daingerfield.
- C-3PO doppiato in originale da Anthony Daniels.

### Altri doppiatori originali
- Adam Driver
- Billy Dee Williams
- Grey DeLisle
- Trevor Devall